# Blanca Sinisterra de Carreño
Blanca Sinisterra de Carreño (Bogotá, 1907- Ib., 1995) fue una pintora colombiana.

## Biografía
Hizo sus primeros estudios de arte en su ciudad natal, con los pintores Coriolano Leudo y Francisco Antonio Cano, antes de viajar a Berlín, en 1926, para estudiar en la Reiman Schule. De paso, visitó en París la Academia Julian y la Grande Chaumiére.
En 1949 expone en Madrid.
Participó en el Noveno Salón de Artistas Colombianos, en agosto de 1952, con dos cuadros: Primavera y Delfinios. Recibió el primer premio.
Su obra se ajustaba a la concepción estética del Estado para el cual Miguel Antonio Caro  representaba " el orden ante la anarquía del costumbrismo y radicalismo, tal como el conservatismo de mediados del siglo XX se planteaba la labor, luego de 16 años de poder ejecutivo y legislativo de los liberales. En esos años, "la campaña por recuperar el orden se desplazó al campo artístico"  Ya un crítico había escrito en 1951 "en contra de los cuadros modernistas que ningún ser humano podría tener en su casa, con toda seguridad tiene pervertidos los sentidos, como pasa con los que son carentes de toda moral" Este tema fue especialmente importante en este salón de arte; el primer premio representó el rescate de valores personificados en la ganadora y pariente cercana de Laureano Gómez"...

Blanca Sinisterra fue declarada fuera de concurso en el X Salón Anual de Artistas Colombianos con los óleos Retratos, Flor de Almendro y Niebla. luego del certamen, del 12 de octubre al 11 de noviembre de 1957, regresó a España. Allí expuso en el Círculo de Bellas Artes de Madrid (1959).
En noviembre de 1963 hizo una exposición individual en el Museo Nacional de Colombia, presentando 44 óleos de paisajes, flores y retratos.